# Zone territoriali omogenee
Le zone zone territoriali omogenee in Italia sono le zone in cui viene diviso un territorio comunale, nell'ambito della cosiddetta zonizzazione. Ogni zona presenta dei limiti diversi che vincolano ogni tipo di intervento in tale area.
Vennero formalmente introdotte  dall'art. 17 legge 6 agosto 1967 n. 765 e ulteriormente disciplinate dall'art. 2 del decreto ministeriale 2 aprile 1968, n. 1444. Le zone sono vincolate dai piani regolatori generali di ciascun comune, dagli standard urbanistici definiti nel decreto ministeriale del 1968, e da vincoli di tipo "ricognitivo", "conformativo" e "urbanistico".

## La differenza con la "lottizzazione"
Riguardo agli ultimi due concetti, sulla base della normativa urbanistica del 1942 la dottrina è solita distinguere tra zonizzazioni e lottizzazioni:
- le zonizzazioni indicano la divisione del territorio in aree di carattere omogeneo: esse incidono sul regime giuridico dei beni nel senso che l'edificazione, che secondo la dottrina tradizionale inerisce al diritto di proprietà, è soggetta ad una disciplina di carattere pubblicistico a tutela di interessi generali (regime di altezze, volumi massimi ambili in relazione ai lotti edificabili, distanze tra costruzioni e rispetto ai confini ecc.);
- le lottizzazioni si riferiscono alla rete di servizi ed infrastrutture destinate alla generalità dell'utenza: la previsione di nuove strutture dà luogo a vincoli puntuali aventi contenuto sostanzialmente espropriativo.

## Suddivisione

### Zona A o Centro storico
Comprende le parti di territorio aventi agglomerati urbani di carattere storico, artistico e di particolare pregio ambientale o da porzioni di essi, comprese le aree circostanti, che possono considerarsi parte integrante degli agglomerati stessi.

### Zona B  o Zona di completamento
Comprende le parti di territorio totalmente o parzialmente edificate, diverse dalle zone di tipo A (le zone parzialmente coperte sono quelle che hanno un indice di superficie coperta non inferiore al 12,5% cioè come 1/8).

### Zona C o Zona di espansione
Comprende le parti di territorio destinate alla costruzione di nuovi complessi insediativi oppure dove l'edificazione preesistente non superi l'indice di fabbricabilità citato per le zone di tipo B.

### Zona D o Zona industriale
Comprende le parti di territorio predestinate all'insediamento di impianti industriali.

### Zona E o Zona agricola
Comprende le parti di territorio destinate ad uso agricolo (escluse le parti dove, con gli insediamenti, diventino zone di tipo C).

### Zona F o Zona servizi pubblici
Comprende le parti di territorio destinate ad attrezzature e impianti di interesse generale.